# 박주호
박주호 (朴柱昊, 1987년 1월 16일 ~ )는 대한민국의 전 축구 선수이자 현 축구 해설가로 현역 시절 왼쪽 풀백, 수비형 미드필더로 활약했으며 또한 은퇴 이후 현재 tvN SPORTS 축구 해설위원으로 활동 중이며 2014년 아시안 게임 금메달리스트이기도 하다.

## 클럽 경력
2008 시즌을 앞두고 미토 홀리호크와 계약했다. 5월 17일에 열린 J2리그 14라운드 에히메 FC와의 홈경기에서 프로 데뷔전을 치렀다. 2008시즌 26경기에 출전하면서 미토의 주전 선수로 활동했다.
2009 시즌을 앞두고 J1리그의 가시마 앤틀러스로 이적했으며 가시마에서도 주전 선수로 활약했다. 이 시즌에 28경기에 출전하면서 팀의 후지 제록스 슈퍼컵, J1리그 우승을 이끌었다.
2010 시즌을 앞두고 주빌로 이와타로 다시 팀을 옮겼다. 주빌로가 야마자키 나비스코컵을 우승하는데 힘을 보탰다.
2011년 여름 스위스 슈퍼리그의 FC 바젤로 이적했다. 바젤로 이적한 이후 포지션을 윙어에서 왼쪽 풀백으로 변경하였다. 이후 박주호는 9월 15일 UEFA 챔피언스리그에서 선발 출장하여 대회 첫 경기를 치렀다. FC 바젤에서 몸담았을 때 모하메드 살라가 룸메이트였다고 한다.
2013년 7월 18일, 마인츠 05로 이적했다. 이후 마인츠 코파세 아레나에서 열린 SC 프라이부르크와의 2013-14 분데스리가 19라운드 홈 경기에서 24분 선제골을 넣었고 팀은 2-0으로 승리했다. 마인츠에서 왼쪽 풀백과 중앙 미드필더를 오가며 2시즌간 리그 43경기에 출전하여 1골을 기록하였다.
2015년 8월 29일 보루시아 도르트문트로 이적했다. 계약 기간은 2018년 6월 30일까지이며 이적료는 300만 유로(39억6693만 원)이적이 공식 발표되었다. 9월 18일 유로파리그에서 공식적인 데뷔전을 치렀고 쿠반 크라스노다르와의 2015-16 UEFA 유로파리그 48강 조별리그 C조 1차전 경기에서 전반 막판에 동점골을 어시스트하고, 경기 종료 막판에 결승 헤딩골이자 시즌 1호골을 터뜨리면서 팀의 2-1 역전승을 이끌었다. 2016년 1월 15일에 있었던 보루시아 도르트문트와 전북 현대 모터스 친선경기에서 추가골을 터뜨리면서 4:1 대승에 일조했다. 2017년 12월 4일, 보루시아 도르트문트와 계약을 상호 합의하에 해지했다.
도르트문트와 계약을 끝낸 박주호는 2017년 12월 18일에 울산 현대와 4년 계약을 맺고 이적하였다. 2019 시즌을 앞두고 팀 동료인 박용우와 함께 울산의 부주장으로 선임되었다. 그 후, 팀 K리그에 승선하여 이탈리아 명문 유벤투스 FC와의 친선경기에 참가하였다. 2020 시즌에도 울산에 잔류했으며 울산의 2020년 AFC 챔피언스리그 우승에 공헌했다.
2020 시즌 후 수원 FC로 전격 이적했다.
2022 시즌을 앞두고 수원 FC와 1년 재계약을 맺었다.
2023 시즌 중 현역 은퇴를 선언하였고, 6월 6일 울산과의 홈 경기에서 은퇴식을 치뤘다.

## 국가대표팀 경력
2014년 브라질 월드컵에서 최종명단에 부상으로 탈락하였다. 그러나 김진수가 튀니지전 경기를 하다가 부상을 입어 엔트리에서 제외되었다. 때마침 박주호가 부상에서 회복하여 다시 합류하였다.
2014년 8월 14일 발표된 2014 아시안 게임에 출전하는 U-23 대표팀 최종 엔트리에 와일드 카드로 이름을 올렸다. 대회에서 주전 미드필더로 활약하며 홍콩과의 16강전 경기에서 득점을 기록하는 등 금메달 획득에 기여하였다. 마인츠 구단에서는 박주호와 계약했을 적에 아시안 게임 금메달 획득시 계약기간 연장이라는 옵션을 내걸었으며, 박주호가 금메달을 획득함에 따라 마인츠의 단장은 박주호의 계약 연장을 승인하였다.
2014년 12월 22일 발표된 2015 AFC 아시안컵 최종 명단에 포함되었다.
그리고, 2018 러시아 월드컵 국가대표에 발탁되어 스웨덴과의 조별 첫 경기를 치르던 중, 28분에 장현수의 불안정한 패스를 받으려다 허벅지 근육에 미세한 손상을 당하여 김민우와 교체되었고, 약 3주간 이탈하게 되었다. 러시아 월드컵 이후, 파울루 벤투 감독이 이끄는 국가대표팀에 다시 발탁되어 파나마와의 친선경기에서 터뜨린 골이 한국 대표팀 역사상 세 번째로 늦은 나이에 기록한 A매치 데뷔골로 기록하였다.

## 그 외
2019년 9월 26일에 제 100회 전국체전 성화봉송 주자로 나섰다.
5월 13일에는 팀 동료인 주니오와 이동경과 함께 울산대학교병원 홍보대사 위촉되었다.
그리고, 7월 6일에 인천과의 홈 경기를 앞두고 울산 중구 홍보대사로 위촉되었고, 2019년 11월 24일에 자녀인 박나은, 박건후와 함께 국립체육박물관 홍보대사로 위촉됐다.

## 방송 활동
2018년 8월부터 2020년 1월까지 KBS 2TV의 예능 프로그램인 슈퍼맨이 돌아왔다에 출연하였다. 처음에는 딸인 박나은과 주로 방송에 출연했지만 시간이 지나면서 둘째 아들인 박건후도 함께 방송에 나왔다. 박주호의 자녀들은 시청자들에게 많은 화제를 불러일으켰다.
2019년 KBS 연예대상에서 다른 슈퍼맨이 돌아왔다 출연 아버지들과 함께 대상을 수상했다. 2020년 1월 13일 아내가 셋째를 임신했다고 밝혔다. 그러면서 나은이와 건후가 출산 준비하러 아내를 따라서 스위스로 떠나게 되면서 방송은 잠시 쉰다고 밝혔다.
2020년 10월 4일 슈퍼맨이 돌아왔다 예고편을 통해 셋째 출산 이후 9개월 만에 슈퍼맨이 돌아왔다에 합류한다고 밝혔으며, 25일부터 슈퍼맨이 돌아왔다에 다시 출연하였지만, 자녀들의 학업 때문에 2024년 3월 19일 부로 하차하였다.
선수 생활에서 은퇴한 후, TvN 스포츠 해설위원(23-24 시즌 분데스리가 중계)으로 합류하면서 새로운 도전을 시작하게 되었다. 그리고, 골 때리는 그녀들의 FC 스트리밍 파이터 감독으로 부임하였다.

## 가족
박주호는 2남 1녀 중 장남이다. 2014년 아르헨티나 출신 스위스인 안나 박(Anna Park)과 결혼해서 딸 박나은(Eden Park), 아들 박건후(Aciel Park), 박진우(Élyséen Park)를 두고 있다.

## 기록

### 클럽
2023년 6월 6일 기준
| 클럽     | 클럽                | 클럽       | 리그 | 리그 | 컵       | 컵       | 리그컵 | 리그컵 | 대륙   | 대륙   | 총계 | 총계 |
| 시즌     | 클럽                | 리그       | 출장 | 득점 | 출장     | 득점     | 출장   | 득점   | 출장   | 득점   | 출장 | 득점 |
| 일본     | 일본                | 일본       | 리그 | 리그 | 일왕배   | 일왕배   | 리그컵 | 리그컵 | 아시아 | 아시아 | 합계 | 합계 |
| -------- | ------------------- | ---------- | ---- | ---- | -------- | -------- | ------ | ------ | ------ | ------ | ---- | ---- |
| 2008     | 미토 홀리호크       | J2리그     | 24   | 0    | 2        | 0        | -      | -      | -      | -      | 26   | 0    |
| 2009     | 가시마 앤틀러스     | J1리그     | 19   | 0    | 3        | 0        | 0      | 0      | 6      | 0      | 28   | 0    |
| 2010     | 주빌로 이와타       | J1리그     | 23   | 2    | 0        | 0        | 5      | 1      | -      | -      | 28   | 3    |
| 2011     | 주빌로 이와타       | J1리그     | 11   | 0    | -        | -        | 0      | 0      | -      | -      | 11   | 0    |
| 합계     | 일본                | 일본       | 77   | 2    | 5        | 0        | 5      | 1      | 6      | 0      | 93   | 3    |
| 스위스   | 스위스              | 스위스     | 리그 | 리그 | 스위스컵 | 스위스컵 | 리그컵 | 리그컵 | 유럽   | 유럽   | 합계 | 합계 |
| 2011–12  | FC 바젤             | 슈퍼리그   | 26   | 0    | 5        | 0        | -      | -      | 8      | 0      | 39   | 0    |
| 2012–13  | FC 바젤             | 슈퍼리그   | 21   | 1    | 3        | 0        | -      | -      | 14     | 0      | 38   | 1    |
| 합계     | 스위스              | 스위스     | 47   | 1    | 8        | 0        | -      | -      | 22     | 0      | 77   | 1    |
| 독일     | 독일                | 독일       | 리그 | 리그 | DFB-포칼 | DFB-포칼 | 리그컵 | 리그컵 | 유럽   | 유럽   | 합계 | 합계 |
| 2013–14  | 마인츠 05           | 분데스리가 | 27   | 1    | 2        | 0        | -      | -      | -      | -      | 29   | 1    |
| 2014–15  | 마인츠 05           | 분데스리가 | 16   | 0    | 1        | 0        | -      | -      | 2      | 0      | 19   | 0    |
| 2015–16  | 마인츠 05           | 분데스리가 | 1    | 0    | 1        | 0        | -      | -      | -      | -      | 2    | 0    |
| 2015–16  | 보루시아 도르트문트 | 분데스리가 | 5    | 0    | 0        | 0        | -      | -      | 4      | 1      | 9    | 1    |
| 2016–17  | 보루시아 도르트문트 | 분데스리가 | 2    | 0    | 0        | 0        | -      | -      | 0      | 0      | 2    | 0    |
| 합계     | 독일                | 독일       | 51   | 1    | 4        | 0        | -      | -      | 6      | 1      | 61   | 2    |
| 대한민국 | 대한민국            | 대한민국   | 리그 | 리그 | KFA컵    | KFA컵    | 리그컵 | 리그컵 | 아시아 | 아시아 | 합계 | 합계 |
| 2018     | 울산 현대           | K리그1     | 17   | 0    | 2        | 0        | -      | -      | 7      | 0      | 26   | 0    |
| 2019     | 울산 현대           | K리그1     | 23   | 0    | 0        | 0        | -      | -      | 4      | 0      | 27   | 0    |
| 2020     | 울산 현대           | K리그1     | 12   | 0    | 1        | 0        | -      | -      | 8      | 0      | 21   | 0    |
| 2021     | 수원 FC             | K리그1     | 29   | 0    | 0        | 0        | -      | -      | 0      | 0      | 29   | 0    |
| 2022     | 수원 FC             | K리그1     | 32   | 0    | 0        | 0        | -      | -      | 0      | 0      | 32   | 0    |
| 2023     | 수원 FC             | K리그1     | 14   | 0    | 0        | 0        | -      | -      | 0      | 0      | 14   | 0    |
| 합계     | 대한민국            | 대한민국   | 127  | 0    | 3        | 0        | -      | -      | 19     | 0      | 149  | 0    |
| 총 계    | 총 계               | 총 계      | 308  | 4    | 20       | 0        | 5      | 1      | 53     | 1      | 386  | 6    |

#### 국가대표 득점 기록
| 득점 | 일자             | 장소           | 상대팀 | 득점 순서 | 최종 결과 | 대회     |
| ---- | ---------------- | -------------- | ------ | --------- | --------- | -------- |
| 1    | 2018년 10월 16일 | 대한민국, 천안 | 파나마 | 1 - 0     | 2 - 2     | 친선경기 |

## 수상
- 후지 제록스 슈퍼컵 우승 (2009) - 가시마 앤틀러스
- J리그 디비전 1 우승 (2009) - 가시마 앤틀러스
- 야마자키 나비스코 컵(2010) - 주빌로 이와타

바젤
- 스위스 슈퍼리그 : 우승 2회 (2011-12, 2012-13)
- 스위스컵 : 우승 1회 (2011-12)

보루시아 도르트문트
- DFB-포칼 : 우승 1회 (2016-17)
- DFB-포칼 : 준우승 1회 (2015-16)

울산 현대
- FA컵 : 준우승 (2018, 2020)
- K리그 : 준우승 (2019, 2020)
- AFC 챔피언스리그 우승: (2020)

대한민국
- 아시안 게임 축구 : 금메달 (2014)
- AFC 아시안컵 : 준우승 (2015)
- EAFF E-1 풋볼 챔피언십: 우승 (2019)

#### 개인
- 2018년 KBS 연예대상 인기상
- 2019년 KBS 연예대상 대상 《슈퍼맨이 돌아왔다》
- K리그 올해의 팀
- K리그 올해의 풀백
- 2021년 KBS 연예대상 올해의 예능인상
- 2022년 KBS 연예대상 베스트 엔터테이너상

## 방송
- 2018년 8월 19일 ~ 2020년 1월 26일, 2020년 10월 4일 ~ 현재 KBS2 《슈퍼맨이 돌아왔다》
- 2020년 KBS2 《날아라 슛돌이 - 뉴 비기닝》 - 스페셜 감독
- 2023년 TvN 스포츠 해설위원 (독일 분데스리가) ~ 현재
- 2024년 sbs (골 때리는 그녀들) fc스트리밍 파이터 감독 및 제1회 g리그 캐스터 배성재 와 함께 해설위원 맡았다